# Song (stato)
Sòng (宋國) era uno dei regni cinesi durante il periodo delle primavere e degli autunni (770-476 a.C.). La sua capitale era Shangqiu (商丘).

## Sovrani di Song 宋
1. Weizi Qi  宋微啟 (fratello di re Zhou 紂 di Shang)
2. Weizhong 宋微仲 (nome proprio Yan 子衍)
3. Ji 宋公稽
4. Song Dinggong 宋丁公 ( Shen 申)
5. Song Mingong (1) 宋湣公 ( Gong 共)
6. Song Shanggong 宋煬公 (Xi 熙)
7. Song Ligong 宋厲公 ( Fusi 鮒祀)
8. Song Xigong 宋釐公 (o 僖公,  Ju 舉), 859-831
9. Song Huigong 宋惠公 ( Jian 覵), 830-800
10. Song Aigong 宋哀公, 799
11. Song Daigong 宋戴公, 799-766
12. Song Wugong 宋武公 ( Sikong 司空), 765-748
13. Song Xuangong 宋宣公 ( Li 力), 747-729
14. Song Mugong 宋穆公 ( He 和), 728-720
15. Song Shanggong 宋殤公 ( Yuyi 與夷), 719-711
16. Song Zhuanggong 宋莊公 (Feng 馮), 710-692
17. Song Mingong 宋閔公 ( Jie 捷), 691-682
18. Song Huangong 宋桓公 ( Yuyue 御說), 681-651
19. Song Xianggong 宋襄公 ( Zifu 茲父), 650-637
20. Song Chenggong 宋成公 ( Wangcheng 王臣), 636-620
21. Song Zhaogong (1) 宋昭公 (Chujiu 杵臼), 619-611
22. Song Wengong 宋文公 ( Bao 鮑), 610-589
23. Song Gonggong 宋共公 ( Xia 瑕), 588-576
24. Song Pinggong 宋平公 ( Cheng 成), 575-532
25. Song Yuangong 宋元公 ( Zuo 佐), 531-517
26. Song Jinggong 宋景公 (Touman 頭曼), 516-451
27. Song Zhaogong (2) 宋昭公 ( De 得), 450-404
28. Song Daogong 宋悼公 ( Gouyao 購繇), 403-396
29. Song Xiugong 宋休公 ( Tian 田), 395-373
30. Song Bigong 宋辟公 ( Bibing 辟兵), 372-370
31. Ticheng 宋君剔成, 369-329
32. Yan 宋君偃, Song Kangwang 宋康王, 328-286